# بخش هریسون (شهرستان سیوتو، اوهایو)
بخش هریسون (به انگلیسی: Harrison Township) یک منطقهٔ مسکونی در ایالات متحده آمریکا است که در شهرستان سیوتو، اوهایو واقع شده‌است.
 بخش هریسون ۹۵٫۹ کیلومتر مربع مساحت و ۴٬۵۴۸ نفر جمعیت دارد و ۱۵۸ متر بالاتر از سطح دریا واقع شده‌است.